# Блюм, Райнер
Райнер Хайнц Блюм (нем. Rainer Heinz Blüm; род. в 1966) — гражданин Германии из Бенсхайма, который признал себя виновным в производстве и продаже поддельных филателистических материалов, в том числе оттисков почтовых штемпелей и сертификатов экспертов.
В одном обзоре его фальшивых почтовых штемпелей указаны 200 названий городов и почти 600 различных почтовых гашений, большинство из которых были нанесены на относительно недорогие немецкие почтовые марки первой половины XX века. В сентябре 2006 года он был приговорён к четырём годам лишения свободы условно.